# Limburgse School
De Limburgse school was een stroming van beeldend kunstenaars die in Nederland in de eerste helft van de twintigste eeuw schilderijen en wand- en glasschilderingen in voornamelijk rooms-katholieke kerken maakten. Veelal in een licht romantisch expressionisme. Belangrijkste vertegenwoordigers waren Charles Eyck, Henri Jonas en Joep Nicolas.

## Expressionisme
Begin twintigste eeuw ontstonden er ook in Nederland groepen beeldend kunstenaars, die zich lieten inspireren door de ideeënwereld van het expressionisme. Daarin wilde de kunstenaar niet zo zeer de werkelijkheid weergeven, maar vooral zijn innerlijke gevoelens, ideeën en spanningen ten aanzien van de werkelijkheid uitdrukken. Binnen deze hoofdstromingen zijn weer verschillende stijlen te onderscheiden, waarvoor vaak het begrip school wordt gehanteerd. Zo ontstond in 1915 de Bergense School en in 1918 De Ploeg in Groningen. Ook de Limburgse School kan in deze lijn worden geplaatst.

## Achtergrond van de opbloei
In Limburg kwam in de beginjaren van de twintigste eeuw een proces van industrialisatie opgang, waarbij met name de mijnbouw van steenkolen zich zeer krachtig ontwikkelde. Daarnaast waren kleinere industrieën belangrijk zoals de aardewerk-, glas- en porseleinindustrie.
Naast de economische expansie voltrok zich nog een ander proces dat bekendstaat onder naam Katholiek Reveil. Na het herstel van de bisschoppelijke hiërarchie in 1853, werd ook in Limburg het bestuurlijke kader in het bisdom Roermond opnieuw gestructureerd en verfijnd, waardoor de Rooms-Katholieke Kerk meer zichtbaar en voelbaar aanwezig was.
De kerk was een bindende factor in de samenleving. Een ideale voedingsbodem voor veel opdrachten voor kerken, pastorieën, kloosters en scholen. Bovendien moesten al die gebouwen ook nog eens verfraaid worden, vaak met religieuze kunstwerken. Tussen 1918 en 1960 werden er meer dan 150 kerken in Limburg gebouwd, die werden verfraaid met glas-in-loodramen, reliëfs, beelden en schilderingen.
Naast die van de Kerk als opdrachtgeefster voor religieuze kunst, kwamen er ook vanuit het bedrijfsleven opdrachten in de representatieve, monumentale sfeer.
Zo ontstond in Limburg een klimaat waarin kunstenaars werk konden vinden. Dat was weer een stimulans voor beter kunstonderwijs, scholing en kwalitatief hoogstaand vakmanschap. Het benauwde provincialisme in de Limburgse kunstwereld werd door al die ontwikkelingen min of meer opengebroken. Kunstenaars ontmoetten elkaar, vaak over de landsgrenzen heen. In de periode 1918 - 1940 bereikte de Limburgse School haar volle bloei.

## Charles Eyck, Henri Jonas en Joep Nicolas
De artistieke ontwikkeling van Charles Eyck, Henri Jonas en Joep Nicolas vertoont een opvallende overeenkomst. Na hun eerste vorming op de lokale (avond)tekenschool voelden zij de behoefte tot verdieping en verbreding van hun opleiding. De weg naar het buitenland was tijdens de Eerste Wereldoorlog afgesloten. In de periode 1916-1922 gingen zij naar de Rijksacademie voor Beeldende Kunsten in Amsterdam.
Zij ontwikkelden zich tot gerespecteerde en vaak bewonderde kunstenaars en verwierven eervolle en belangrijke opdrachten uit binnen – en buitenland, die hun zowel in Nederland als daarbuiten faam bezorgden. Het waren alle drie veelzijdige kunstenaars, actief in verschillende disciplines. Naast tekenaar en schilder waren zij ook glazenier, ontwerper, keramist en illustrator. Ze maakten gebruik van de mogelijkheden die allerlei druktechnieken hun boden.
Ze lieten alle drie een enorm oeuvre achter divers in kwaliteit en uitvoering.
Monumentaal werk, in opdracht, vaak vanuit de kerk maar ook uit het bedrijfsleven of van particulieren. Ook kleiner, intiemer werk waarin de kunstenaar zich persoonlijker wist te manifesteren. Ook het vrije werk vertoont een interessante kunstzinnige diversiteit. Opvallend is dat ze alle drie uitblonken als glazenier. Hoe verschillend van karakter en artistiek talent zij ook waren, zij hebben vanuit een behoudend religieuze beleving, de kerkelijke kunst en met name de katholieke kunst blijvend beïnvloed. Ze deden dat in een gematigd, figuratief expressionistische stijl. Zij beleden daarin de traditionele waarden waarvan zij vonden dat die thuishoorden in het traditionele gezinsleven in de landelijke sfeer van het Limburgse land.
Na de Tweede Wereldoorlog en zeker vanaf de zestiger jaren werd de kritiek op de Limburgse School steeds luider. In het verlengde daarvan nam het aantal opdrachten geleidelijk af.

## Naamgeving
De Utrechtse dichter en kunstcriticus Jan Engelman was een bewonderaar van de drie Limburgse kunstenaars en uitte dat vaak in artikelen in het tijdschrift De Gemeenschap. Volgens hem ontwikkelden zij een eigentijdse visie op de katholieke kerkelijke kunst. Hij was een van de eerste personen die sprak over de Limburgse School.

## Overige kunstenaars
Naast de drie genoemde voortrekkers, worden de volgende kunstenaars tot de Limburgse School gerekend:
- Jean Adams
- Alphons Boosten
- Hubert Levigne
- Sef Moonen
- Henri Schoonbrood
- Abram Stokhof de Jong
- Charles Vos